# Mats Persson (statsvetare)
Mats Persson, född 1978  i Bankeryd är en svensk, internationellt verksam opinionsbildare.
Persson arbetade för Storbritanniens premiärminister David Cameron med frågor med anknytning till den Europeiska unionen. Enligt webbplatsen Politico hörde Persson till Europas viktigaste opinionsbildare.
Mats Persson studerade till kandidatexamen vid Liberty University i Virginia, USA. Där spelade han basket för universitetslaget Liberty Flames. Persson studerade därefter statsvetenskap upp till masternivå vid London School of Economics. Mats Persson har varit chef för tankesmedjan Open Europe och arbetar (2017) som ansvarig för internationella handelsfrågor på konsultföretaget EY.
2017 var han värd i Sommar i P1 den 16 augusti.